# Paul Bonatz
Paul Bonatz (Solgne, 6 dicembre 1877 – Stoccarda, 20 dicembre 1956) è stato un architetto tedesco.

## Biografia
Paul Bonatz è uno dei casi particolari dell'architettura del XX secolo, di cui rappresentò il tentativo di una coniugazione complicata fra tradizione e stili moderni.
Studente alla Università tecnica di Monaco, si è perfezionato come assistente di Theodar Fischer all'Università di Stoccarda; la sua formazione avvenne in un clima di rigido classicismo e di profondo tradizionalismo, tipici del Regno di Prussia alla fine del secolo.
Questa influenza si notò nei primi progetti di Bonatz, tra i quali la stazione ferroviaria di Stoccarda (1911-1928), la stazione elettrica della Neckar, lo Zeppelin Hotel di Stoccarda, e la biblioteca universitaria di Tubinga dal 1910-1912, lo Stadthalle di Hannover (1914), una serie di ponti per le autostrade tedesche (1935-1941),dove si dimostrò attento ai problemi dei rapporti tra architettura, ambiente e paesaggio, in cui spiccarono per un particolare rigore architettonico alcuni manufatti, come il ponte metallico sospeso a funi a Colonia, il viadotto di Limburg ad arcate di mattoni a vista.
Sin dagli esordi chiarì il suo linguaggio, che si avvicinò al classicheggiante, basato sul monumentalismo, sulla qualità dei materiali, sul formalismo e sulla plasticità funzionale, come evidenziarono la biblioteca universitaria di Tubinga e la stazione di Stoccarda incentrate su un antimodernismo.
Ai tempi del regime nazista le opere di Bonatz ricevettero consensi per il gusto neoromanico, per il suo distacco dalle correnti moderne, ma Bonatz seguì un percorso solitario e autonomo.
Nel 1937 realizzò il Kunstmuseum di Basilea (1931-1937), e nel 1944 si trasferì ad Ankara per proseguire il suo cammino artistico, ritornando in Germania solo nel 1954, dove contribuì alla ricostruzione del paese, come dell'Opera Haus di Düsseldorf (1956).
In Turchia, dal 1946, insegnò presso l'Università tecnica di Istanbul (Facoltà di Architettura) e contemporaneamente diresse il restauro della facoltà di architettura di Taşkışla. Fu membro della giuria in importanti gare di progetto come Çanakkale Casualty Monument, İstanbul Radio house, İstanbul Justice Palace.
Progettò molti edifici in Turchia, tra i quali gli edifici di Saraçoğlu, il palazzo dell'opera di Ankara (1947-1948), la casa di Falih Rıfkı Atay, il palazzo dell'aeroporto di Ankara, la Sirel House (Istanbul).
Per Bonatz si dimostrò corrispondente alla sua carriera la definizione di "classico moderno",dato che aggiunse apporti dell'espressionismo e del razionalismo ad uno stile architettonico più tradizionale.

## Opere
- Biblioteca universitaria di Tubinga (1910-1912);
- Stazione ferroviaria di Stoccarda (1911-1928);
- Stazione elettrica della Neckar;
- Zeppelin Hotel di Stoccarda;
- Stadthalle di Hannover (1914);
- Kunstmuseum di Basilea (1931-1937);
- Ponti e viadotti per le autostrade tedesche (1935-1941);
- Edifici di Saraçoğlu;
- Palazzo dell'opera di Ankara (1947-1948);
- Casa di Falih Rıfkı Atay;
- Palazzo dell'aeroporto di Ankara;
- Sirel House a Istanbul;
- Opera Haus di Düsseldorf (1956).

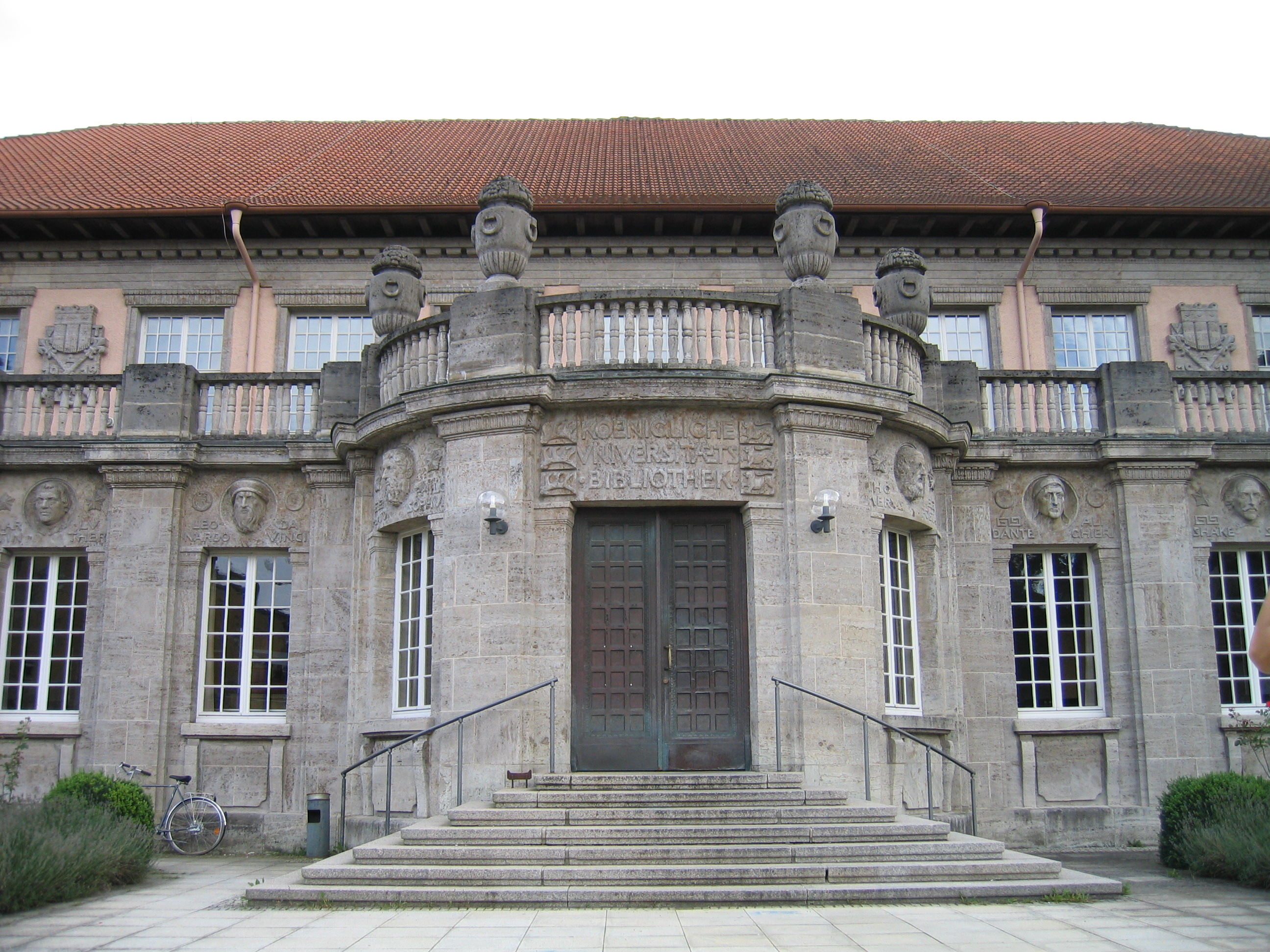
Universitätsbibliothek di Tubinga (1910-1912)
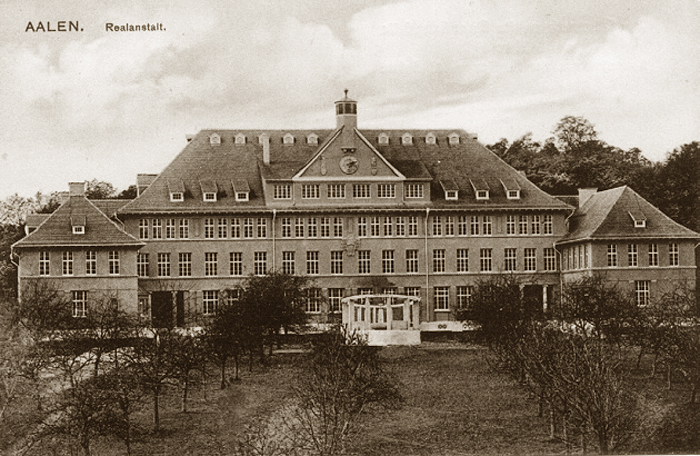
Schubart-Gymnasium Aalen (1910–1912)
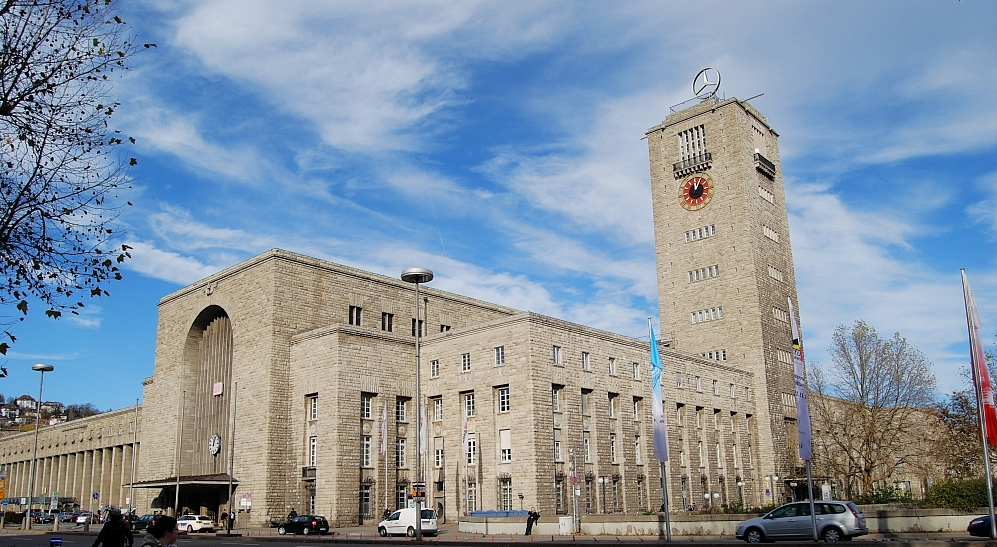
Stazione ferroviaria di Stoccarda (1911-1928)
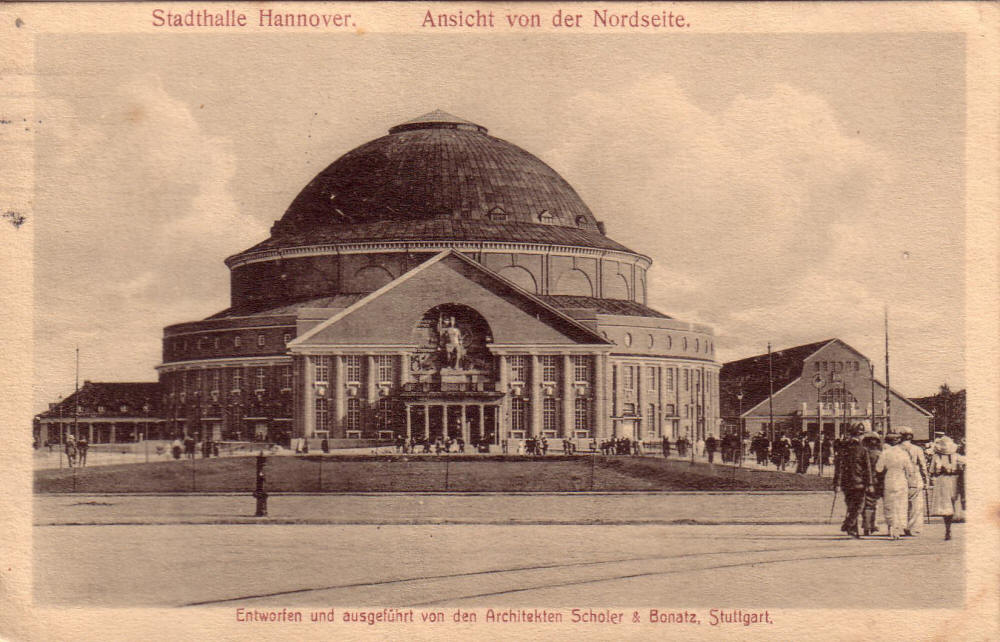
Stadthalle di Hannover (1911–1914)
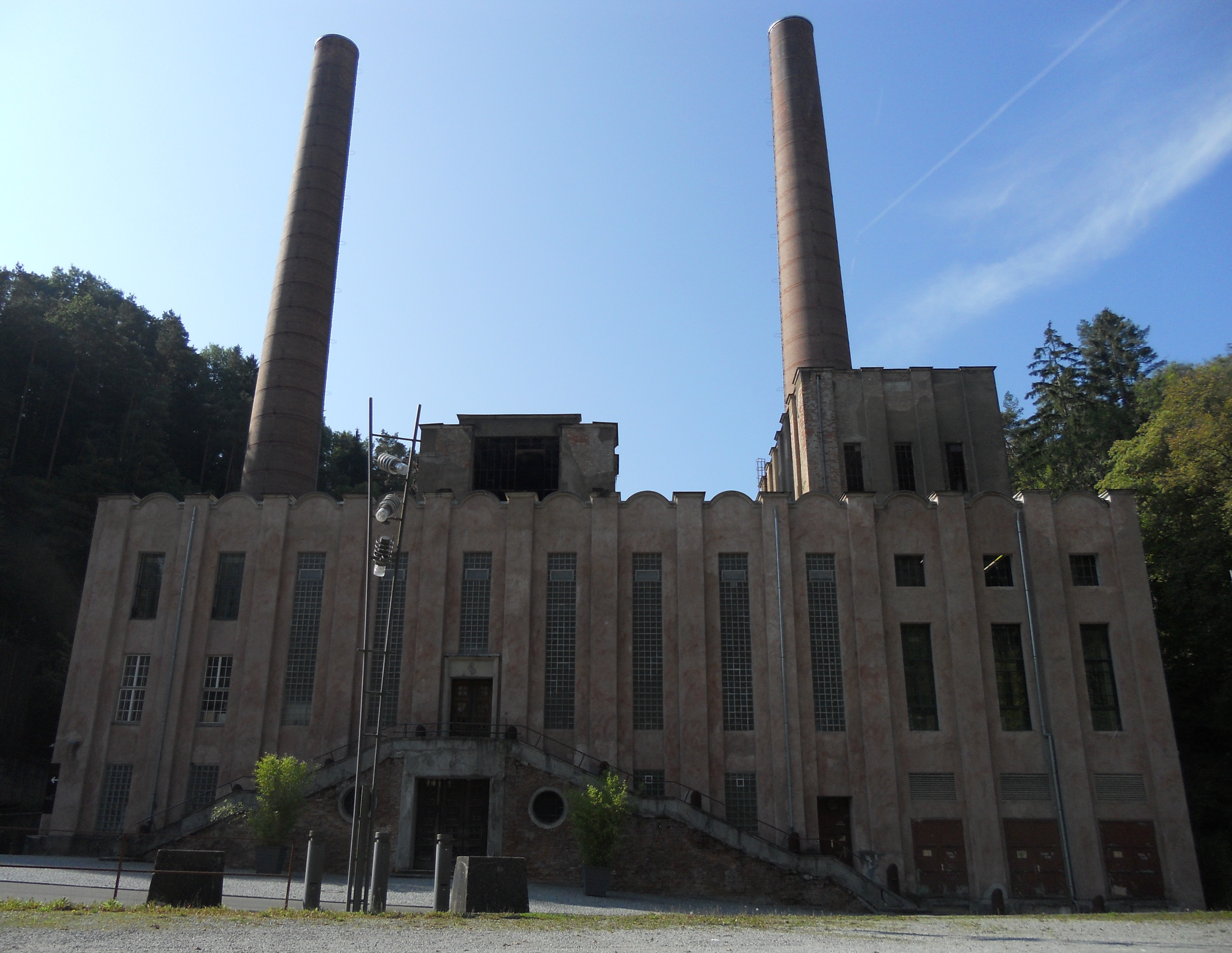
Centrale elettrica di Pulverfabrik Rottweil (1915–1916)
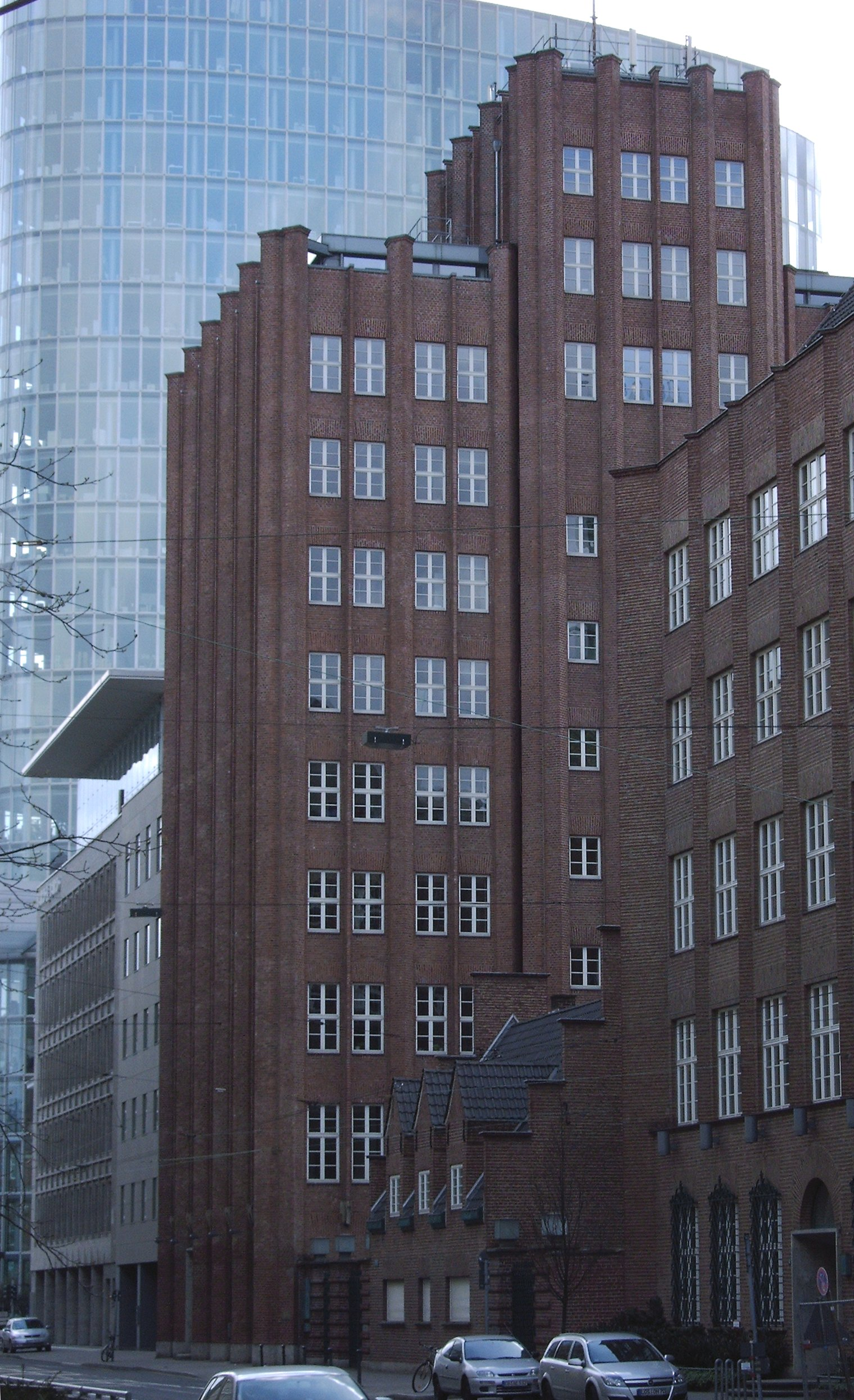
Edificio amministrativo a Düsseldorf (1922–1925)
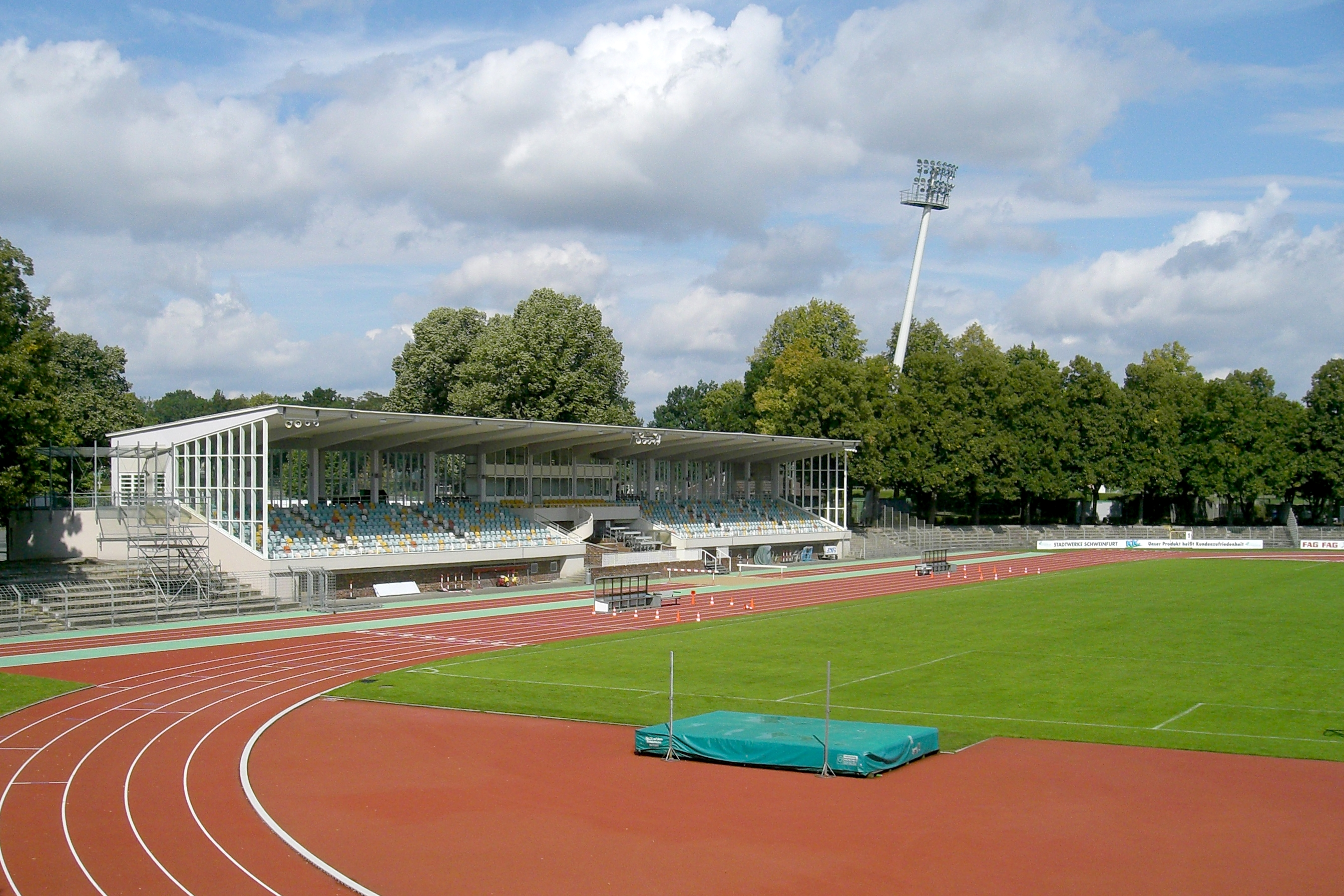
Willy-Sachs-Stadion Schweinfurt (1935–1936)
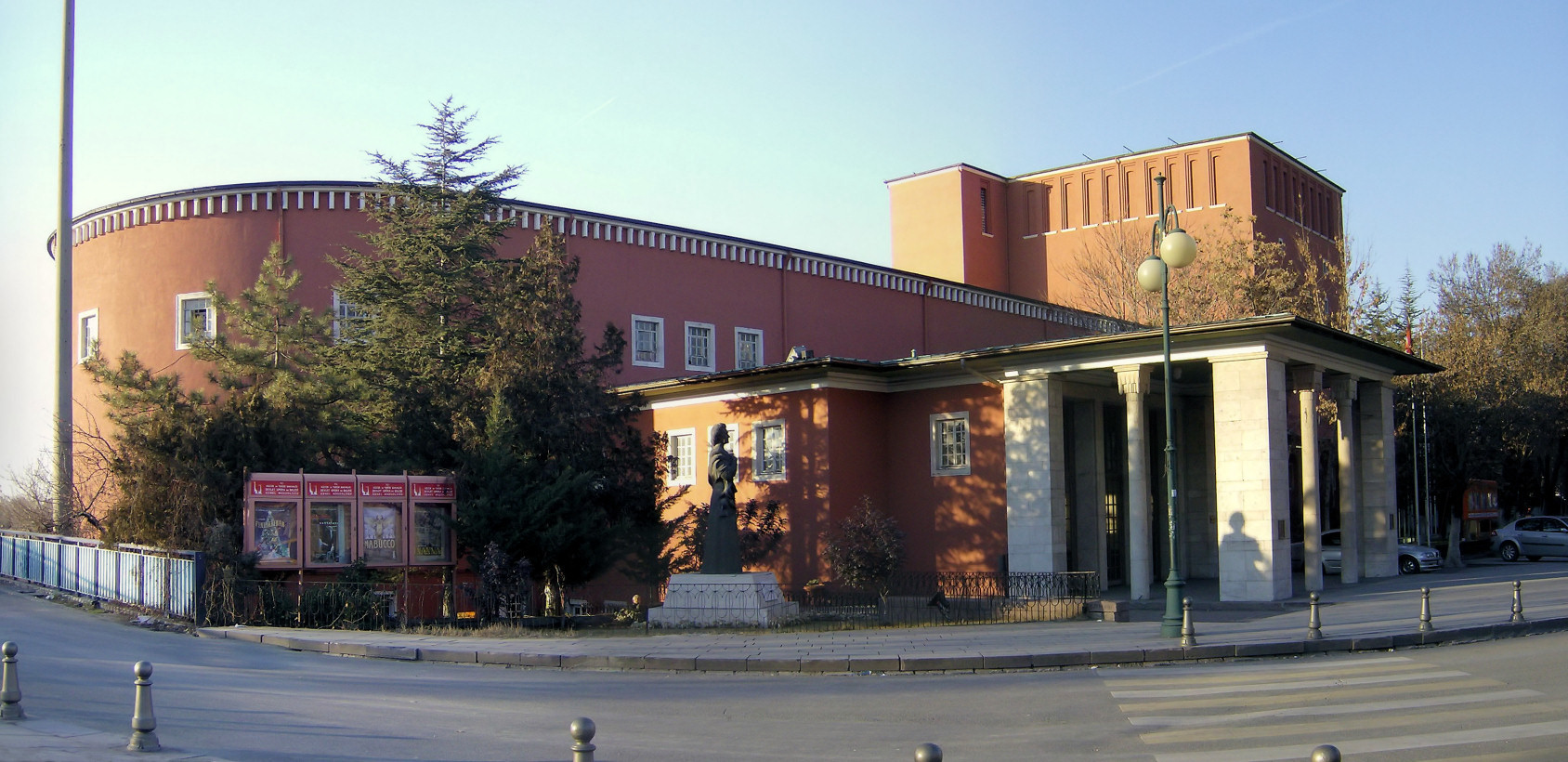
Palazzo dell'opera di Ankara (1947-1948)
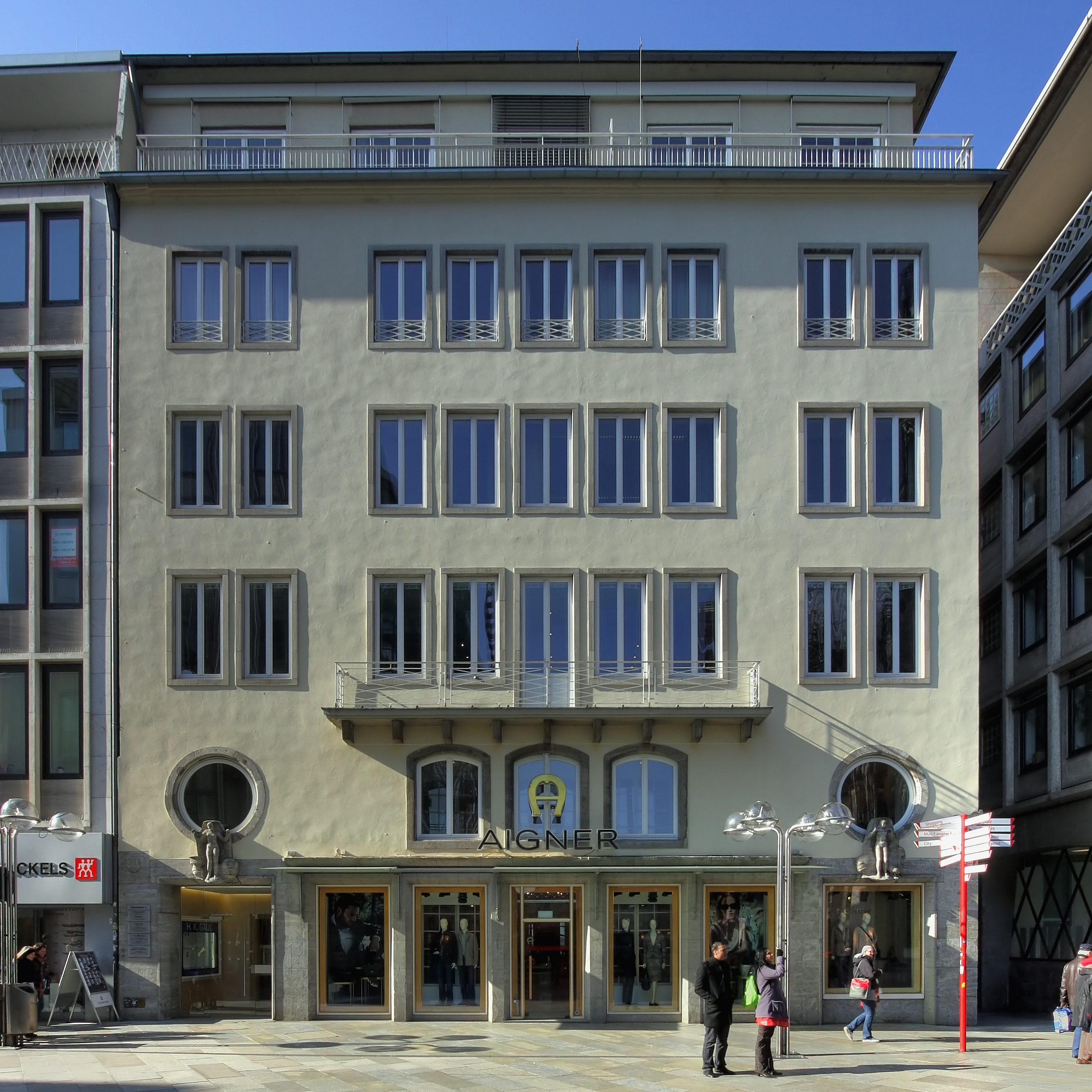
Haus Bräckerbohm, Colonia